# Ximango (política)

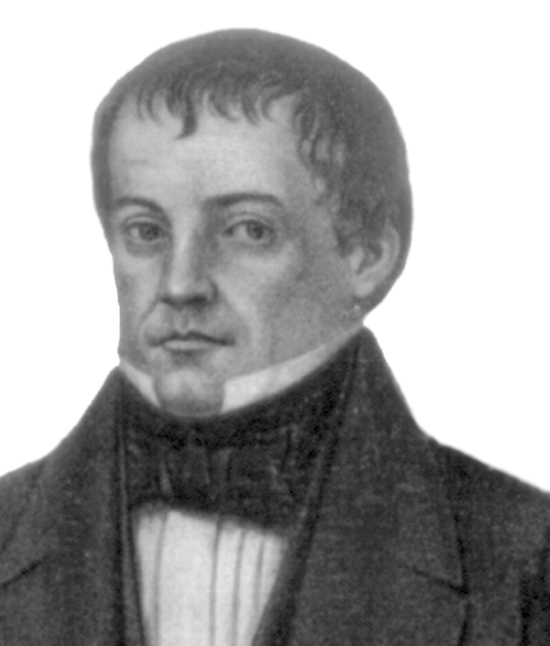
Feijó, um dos expoentes dos ximangos no período regencial

Ximango ou Chimango é o apelido pelo qual eram chamados uma das duas correntes inicialmente havidas no Brasil, durante o período regencial, e que apoiava o governo; formavam o Partido Moderado e sofria a oposição dos exaltados, também chamados jurujubas ou farroupilhas (que não devem, nesse contexto, serem confundidos com os farroupilhas sul-riograndenses, participantes da Guerra dos Farrapos e  pacificados por Luiz Alves de Lima e Silva, o Duque de Caxias, chefe das tropas do Exército brasileiro), que procurava derrubá-los. Mais tarde tiveram a oposição também do Partido Restaurador, apelidado de Caramurus.
Durante o período regencial os ximangos eram contrários à descentralização e às reformas, queriam a ordem, a continuação da monarquia e do voto censitário (baseado nos recursos econômicos), boas relações com a Inglaterra e a manutenção do Brasil como país agrícola e exportador. Enquanto que os exaltados eram favoráveis a reformas para melhorar a situação dos mais pobres e reinvidicavam: direito total de manifestação, regime republicano, voto para todos, independentemente de suas posses, independência da Inglaterra, industrialização e autonomia de províncias.
No Rio Grande do Sul o termo foi usado em várias ocasiões: durante o segundo reinado, os partidários do Partido Liberal receberam a alcunha pejorativa de "Ximangos", em alusão à ave de rapina, e faziam oposição ao Partido Conservador.
Após a Proclamação da República, e por ocasião da Revolução de 1923, os federalistas apelidaram os governistas de ximangos.
Identificavam-se por lenço branco envolvendo o pescoço; seus antagonistas regionais eram os maragatos, de lenço vermelho. Caracterizavam-se politicamente pela tendência governista (perpetuar-se no poder), enquanto os maragatos costumavam adotar posição oposicionista, a nível estadual.
Provinham da corrente fortemente positivista, que dominava o Partido Republicano Rio-Grandense, o PRR, desde Júlio de Castilhos.
Na Revolução de 1923, no Rio Grande do Sul, os ximangos eram os adeptos de Borges de Medeiros, que tentava a reeleição permanente aos governos do estado, com o "apoio do governo central (uma vez que este não tinha conhecimento da "política estadual")", enquanto os maragatos apoiavam Assis Brasil. Borges de Medeiros foi chamado satiricamente de Antônio Chimango, em obra literária atribuída a Ramiro Barcelos publicada sob a pseudo-autoria de Amaro Juvenal.